# Rebecca Walker
Pour les articles homonymes, voir Walker.
Rebecca Walker, née le 17 novembre 1969, est une écrivaine et féministe américaine. Elle est l'une des grandes figures du féminisme de la troisième vague. En 1992, elle écrit un article dans Ms. Magazine intitulé « Becoming the Third Wave », dans lequel elle proclame : « Je suis la troisième vague ».
Rebecca Walker écrit, enseigne et prononce des discours sur la race, le genre, la politique, le pouvoir et la culture,. Dans son travail d'activiste, elle cofonde le Third Wave Fund, devenu le Third Wave Foundation, une organisation qui soutient les femmes de couleur, queer, intersexes et les personnes trans, en leur donnant des outils et ressources afin de devenir des leaders de leurs communautés grâce à l'activisme et la philanthropie.
Rebecca Walker, fille de la féministe Alice Walker, écrit et parle beaucoup des questions de genre, de race, économiques et de justice sociale dans les universités américaines et internationales.
En 1994, le magazine Time la nomme parmi les 50 futurs dirigeants américains. Ses travaux ont été publiés dans The Washington Post, The Huffington Post, Salon, Glamour, Essence et ont été présentés sur CNN et MTV.

## Vie privée
Rebecca s'identifie comme bisexuelle.